# Anthony Horowitz
Pour les articles homonymes, voir Horowitz.
Œuvres principales
- Série Le Pouvoir des Cinq
- Série Alex Rider, quatorze ans, espion malgré lui
- Série Les frères Diamants

Anthony Horowitz, né le 5 avril 1955 à Stanmore dans le nord de Londres, est un écrivain de romans policiers pour la jeunesse, de fantastique et scénariste de feuilletons télévisés anglais, en particulier des adaptations de romans policiers d'Agatha Christie.

## Biographie
Anthony Horowitz est né le 5 avril 1955 à Stanmore, un quartier du nord de Londres, dans le Middlesex au Royaume-Uni.
Il a écrit de nombreux romans pour la jeunesse, dans le genre policier comme dans celui du fantastique. Il a été récompensé par de nombreux prix : le Prix Polar-Jeunes en 1988, pour Le Faucon malté, le prix européen du roman pour enfants en 1993 pour L'Île du Crâne et le grand prix des lecteurs du magazine Je bouquine en 1994 pour Devine qui vient tuer. Certains de ses livres ont été adaptés au cinéma comme le premier tome de la série Alex Rider. En effet, le 25 octobre 2006, le film Stormbreaker sort au cinéma.
Les romans de sa série Alex Rider se sont vendus à plus de 13,5 millions d'exemplaires dans le monde.
Il est auteur de scripts pour la télévision et le cinéma. Il a adapté l'un de ses romans, Just Ask for Diamond, au cinéma, pour un film réalisé par Stephen Bayly, et The Devil and His Boy en scénario.
Il a également écrit des livres pour adultes. En 2011 et 2014, les ayants droit de Conan Doyle lui demandent d'écrire un nouveau volume de la série Sherlock Holmes, intitulé La Maison de soie et Moriarty,,.
En 2014, la maison Ian Fleming Publications le choisit pour écrire la suite des aventures de James Bond, un roman intitulé Trigger Mortis.

## Œuvres

### SérieLes Cinq contre les anciens (Pentagramme)
1. Les Portes du diable, Hachette Jeunesse, coll. « Bibliothèque verte » no 1102, 1990 ((en) The Devil's Door-Bell, 1983), trad. Annick Le Goyat, 220 p.  (ISBN 2-01-016542-X)Illustré par Jean-Noël Velland
2. La Nuit du Scorpion, Hachette Jeunesse, coll. « Bibliothèque verte » no 1103, 1991 ((en) The Night of the Scorpion, 1984), trad. Annick Le Goyat, 190 p.  (ISBN 2-01-016541-1)Illustré par Jean-Noël Velland
3. La Citadelle d'argent, Hachette Jeunesse, coll. « Bibliothèque verte » no 1100, 1991 ((en) The Silver Citadel, 1986), trad. Annick Le Goyat, 222 p.  (ISBN 2-01-016546-2)Illustré par Jean-Noël Velland
4. Le Jour du Dragon, Hachette Jeunesse, coll. « Bibliothèque verte » no 1108, 1992 ((en) Day of the Dragon, 1989), trad. Annick Le Goyat, 283 p.  (ISBN 2-01-017313-9)Illustré par Jean-Noël Velland

### SérieLes Frères Diamant(Diamond Brothers)
1. Le Faucon malté, Hachette Livre, coll. « Le Livre de poche. Club » no 8179, 1988 ((en) The Falcon's Malteser, 1986), 191 p.  (ISBN 2-01-013690-X)
2. L'Ennemi public no 2, Hachette Jeunesse, coll. « Bibliothèque verte » no 802, 1990 ((en) Public Enemy Number Two, 1987), 253 p.  (ISBN 2-01-016347-8)Illustré par Marc Daniau
3. Devine qui vient tuer, Hachette Jeunesse, coll. « Bibliothèque verte » no 813, 1993 ((en) South by South East, 1991), 250 p.  (ISBN 2-01-018830-6)Illustré par Marc Daniau
4. Pagaille à Paris, Je Bouquine no 169, 1998 ((en) The French Confection, 1998)Illustré par Christophe Merlin
5. À qui le tour ?, Je Bouquine no 225, 2002 ((en) I Know What You Did Last Wednesday, 2003)
6. Pagaille à Paris : quatre enquêtes des frères Diamant, Hachette Jeunesse, coll. « Le Livre de poche jeunesse » no 1293, 2007, trad. Annick Le Goyat, 316 p.  (ISBN 978-2-01-322338-6)Recueil de quatre nouvelles écrites entre 2002 et 2007 : Pagaille à Paris (The French Confection, 2003), À qui le tour ? (I Know What You Did Last Wednesday, 2003), L'Homme sans visage (The Blurred Man, 2003) et Noël à la Grecque (The Greek Who Stole Christmas, 2007)

### SérieLe Pouvoir des Cinq(Power of Five)
1. Raven's Gate, Hachette Jeunesse, 2006 ((en) Raven's Gate, 2005), trad. Annick Le Goyat, 331 p.  (ISBN 978-2-01-201076-5)
2. Evil Star, Hachette Jeunesse, 2006 ((en) Evil Star, 2006), trad. Annick Le Goyat, 403 p.  (ISBN 978-2-01-201250-9)
3. Nightrise, Hachette Jeunesse, 2008 ((en) Nightrise, 2007), trad. Annick Le Goyat, 453 p.  (ISBN 978-2-01-201503-6)
4. Necropolis, Hachette Jeunesse, 2009 ((en) Necropolis, 2008), trad. Annick Le Goyat, 453 p.  (ISBN 978-2-01-201516-6)
5. Oblivion, Hachette Jeunesse, 2012 ((en) Oblivion, 2012), trad. Christophe Rosson, 471 p.  (ISBN 978-2-01-201564-7)

### SérieDavid Eliot
1. L'Île du Crâne, Hachette Jeunesse, coll. « Bibliothèque verte » no 1106, 1991 ((en) Groosham Grange, 1988), 155 p.  (ISBN 2-01-016808-9)
2. Maudit Graal, Hachette Jeunesse, coll. « Bibliothèque verte » no 1115, 1995 ((en) The Unholy Grail, 1990), 188 p.  (ISBN 2-01-209286-1)

### SérieAlex Rider, quatorze ans, espion malgré lui
1. Stormbreaker, Hachette Jeunesse, 2001 ((en) Stormbreaker, 2000), 224 p.  (ISBN 2-01-200697-3)
2. Pointe blanche, Hachette Jeunesse, 2001 ((en) Point Blanc, 2001), 224 p.  (ISBN 2-01-200730-9)
3. Skeleton Key, Hachette Jeunesse, 2003 ((en) Skeleton Key, 2002), 304 p.  (ISBN 2-01-200797-X)
4. Jeu de tueur, Hachette Jeunesse, 2003 ((en) Eagle Strike, 2003), 309 p.  (ISBN 2-01-200866-6)
5. Scorpia, Hachette Jeunesse, 2004 ((en) Scorpia, 2004), 379 p.  (ISBN 2-01-200901-8)
6. Arkange, Hachette Jeunesse, 2005 ((en) Ark Angel, 2004), 355 p.  (ISBN 2-01-201071-7)
7. Snakehead, Hachette Jeunesse, 2007 ((en) Snakehead, 2007), 381 p.  (ISBN 978-2-01-201496-1)
8. Les Larmes du crocodile, Hachette Jeunesse, 2010 ((en) Crocodile Tears, 2009), 401 p.  (ISBN 978-2-01-202006-1)
9. Le Réveil de Scorpia, Hachette Jeunesse, 2011 ((en) Scorpia Rising, 2011), 403 p.  (ISBN 978-2-01-202289-8)
10. Roulette russe, Hachette Jeunesse, 2013 ((en) Russian Roulette, 2013), 355 p.  (ISBN 978-2-01-203931-5)
11. Never Say Die, Hachette Jeunesse, 2017 ((en) Never Say Die, 2017), 430 p.  (ISBN 978-2-01-702834-5)
12. (en) Secret Weapon, 2019
13. (en) Nightshade, 2020
14. (en) Nightshade Revenge, 2023

### SérieSherlock Holmes
1. La Maison de soie, Calmann-Lévy, 2011 ((en) The House of Silk, 2011)
2. Moriarty, Calmann-Lévy, 2014 ((en) Moriarty, 2014)Réédité sous le titre Sherlock Holmes est mort. Vive Moriarty aux éditions Hachette Livre en 2014

### SérieJames Bond
- Déclic mortel, Hachette Jeunesse, 2015 ((en) Trigger Mortis, 2015), trad. Annick Le Goyat, 336 p.  (ISBN 978-2-01-203494-5)Publié également et au même moment par les éditions Calmann-Lévy
- Forever and a Day, 2018 — Non traduit en français
- With a Mind To Kill (2022)

### SérieA Hawthorne and Horowitz Mystery
- The Word Is Murder  (2017)
- The Sentence Is Death (2019)
- A Line to Kill (2021)
- The Twist of a Knife (2022)
- Close to Death (2024)

### SérieSusan Ryeland
- Comptine mortelle, Le Masque, 2018 ((en) Magpie Murders, 2016), trad. Annick Le Goyat, 500 p.  (ISBN 978-2702448793)Publié également et au même moment par les éditions Hachette. Ce roman a également été adapté en une série télévisée de six épisodes diffusés en France les dimanches 28 mai et 4 juin 2023 par France 3.
- Moonflower Murders (2020)
- Marble Hall Murders (2025)

### Autres romans
- Signé Frédéric K. Bower, Hachette Jeunesse, coll. « V vertiges », 1997 ((en) The Sinister Secret of Frederick K Bower, 1979), trad. Dominique Monrocq  (ISBN 2-01-209748-0)
- Satanée grand-mère !, Hachette Jeunesse, coll. « Le Livre de poche jeunesse » no 522, 1994 ((en) Granny, 1994), trad. Annick Le Goyat, 189 p.  (ISBN 2-01-321071-X)
- Mortel chassé-croisé, Hachette Jeunesse, coll. « Bibliothèque verte » no 1107, 1996 ((en) The Switch, 1996), trad. Annick Le Goyat, 219 p.  (ISBN 2-01-209551-8)
- Le Diable et son valet, Hachette Jeunesse, coll. « Le Livre de poche jeunesse » no 678, 1998 ((en) The Devil and His Boy, 1998), trad. Annick Le Goyat, 219 p.  (ISBN 2-01-321634-3)Illustré par Catherine Huerta

### Recueils de nouvelles
- Destination horreur : 9 histoires à vous glacer le sang, Hachette Jeunesse, 2000 ((en) Horowitz Horror), trad. Annick Le Goyat, 223 p.  (ISBN 2-01-200564-0)Réédité sous le titre La Photo qui tue : 9 histoires à vous glacer le sang aux éditions Hachette Jeunesse en 2005
- L'Auto-stoppeur : 9 nouvelles noires pour nuits blanches, Hachette Jeunesse, 2008 ((en) More Horowitz Horror, 2000), trad. Annick Le Goyat, 237 p.  (ISBN 978-2-01-201569-2)
- Nouvelles histoires sanglantes, Hachette Jeunesse, 2009 ((en) More Bloody Horowitz, 2009), trad. Annick Le Goyat, 335 p.  (ISBN 978-2-01-201908-9)

### Autres
- Un été à la folie[7], 2014Texte composé par trente auteurs et publié dans la revue Je bouquine no 365

## Scénarios

### SérieHercule Poirot
- 1991 : Un million de dollars de bons volatilisés (The Million Dollar Bond Robbery)
- 1991 : Un indice de trop (The Double Clue)
- 1991 : Le Mystère du bahut espagnol (The Mystery of the Spanish Chest)
- 1991 : Christmas Pudding (The Theft of the Royal Ruby)
- 1993 : L'Iris jaune (Yellow Iris)
- 1993 : Le Miroir du mort (Dead Man's Mirror)
- 1993 : Vol de bijoux à l'Hôtel Métropole (The Jewel Robbery at the Grand Metropolitan)
- 1995 : Pension Vanilos (Hickory Dickory Dock)
- 1996 : Le Crime du golf (Murder on the Links)
- 1999 : Le Couteau sur la nuque (Lord Edgware Dies)
- 2002 : Les Vacances d'Hercule Poirot (Evil Under the Sun)

### SérieInspecteur Barnaby (Midsomer Murders)
- 1997 : Meurtres à Badger's Drift (The Killings at Badger's Drift)
- 1998 : Écrit dans le sang (Written in Blood)
- 1999 : L'Ombre de la mort (Death's Shadow)
- 1999 : Le Bois de l'étrangleur (Strangler's Wood)
- 1999 : Le Terrain de la mort (Dead Mans Eleven)
- 2000 : Le Jour du jugement (Judgement Day)

Il est également scénariste ou adaptateur :
- De cinq épisodes de la série Robin of Sherwood, en 1986
- D'un épisode de la série Boon, en 1987
- D'un épisode de la série Guillaume Tell Crossbow, en 1987
- De trois des cinq épisodes de la série Anna Lee, en 1994
- De deux épisodes de la série Chiller, en 1995 ;
- D'un épisode de la série Murder Most Horrid, en 1996
- Des huit épisodes de la série Crime Traveller, en 1997
- De douze épisodes de la série Murder in Mind, de 2001 à 2003
- De dix-neuf épisodes de la série Foyle's War, de 2002 à 2008
- Du film Les Aventures de Tintin : Le Temple du Soleil, dont le tournage n'avait pas encore démarré fin 2019.